# فشار اسمزی

فشار اسمزی در گلبول‌های قرمز خون

فشار اُسمُزی یا فشار تورگور یا فشار گذرندگی است که باید بر مایع وارد شود تا مانع حرکت آن مایع از بین یک غشای نیمه‌تراوا شود.
گذرندگی (یا به یونانی اسمز) به معنای فشار دادن است و غشای نیمه‌تراوا به غشائی گفته می‌شود که نسبت به برخی از مولکول‌ها نفوذ پذیر و نسبت به بعضی دیگر نفوذ ناپذیر است.
مولکول‌های آب (حلال) در فرایند اسمز همواره از نواحی رقیق‌تر (حل شونده کمتر) به نواحی که غلظت بیشتری دارند نفوذ می‌کنند یاکوبوس هنریکوس وانت‌هوف رابطه زیر را کشف کرد که به احترام او به رابطه وانت هوف معروف است:
{\displaystyle \Pi =iMRT}
اما این فرمول بعدها توسط هارمون نورتروپ مورس بهبود یافته است.
در این معادله، π فشار اسمزی بر حسب اتمسفر، M مولاریته، R ثابت جهانی گازها (۰٫۰۸۲۱Lit.atm/mol˚K) و T دما بر حسب کلوین می‌باشد. چون M = n/V که در آن n تعداد مولها و V حجم هستند، بنابراین PV = nRT.
پدیدهٔ اسمز در گلبول‌های قرمز بدن نیز وجود دارد. به این صورت که اگر گلبول‌های قرمز خون را در محلول آب خالص قرار دهیم، مولکول‌های آب از جدارهٔ نیمه تراوای گلبول قرمز عبور کرده و به درون گلبول قرمز راه می‌یابند. غلظت حلال آب که در اطراف سلول خونی بیشتر بوده و حال به درون سلول خونی راه یافته‌اند، در نتیجه مقدار آب درون گلبول رفته رفته افزایش یافته و منجر به پاره شدن جدارهٔ سلول خونی می‌شود.
اما اگر همین گلبول در محیط آب و نمک قرار گیرد، چون دارای حلال بیشتری است آب از گلبول به محیط اطراف نفوذ می‌کند و در نتیجه منجر به چروکیده شدن گلبول می‌شود؛ بنابراین در تزریقات وریدی بایستی از محلول‌هایی (ایزوتونیک)استفاده شود که دارای فشار اسمزی یکسان با فشار اسمزی خون باشند.